# Jackie Delachet
Jacqueline Delachet, detta Jackie (Marsiglia, 21 ottobre 1944), è un'ex cestista e allenatrice di pallacanestro francese.

## Carriera
Con la Francia ha disputato due edizioni dei Campionati mondiali (1964, 1971) e sei dei Campionati europei (1966, 1968, 1970, 1972, 1974, 1976).
Da allenatrice ha guidato la Francia ai Campionati europei del 1985.